# Jaromír Jermář

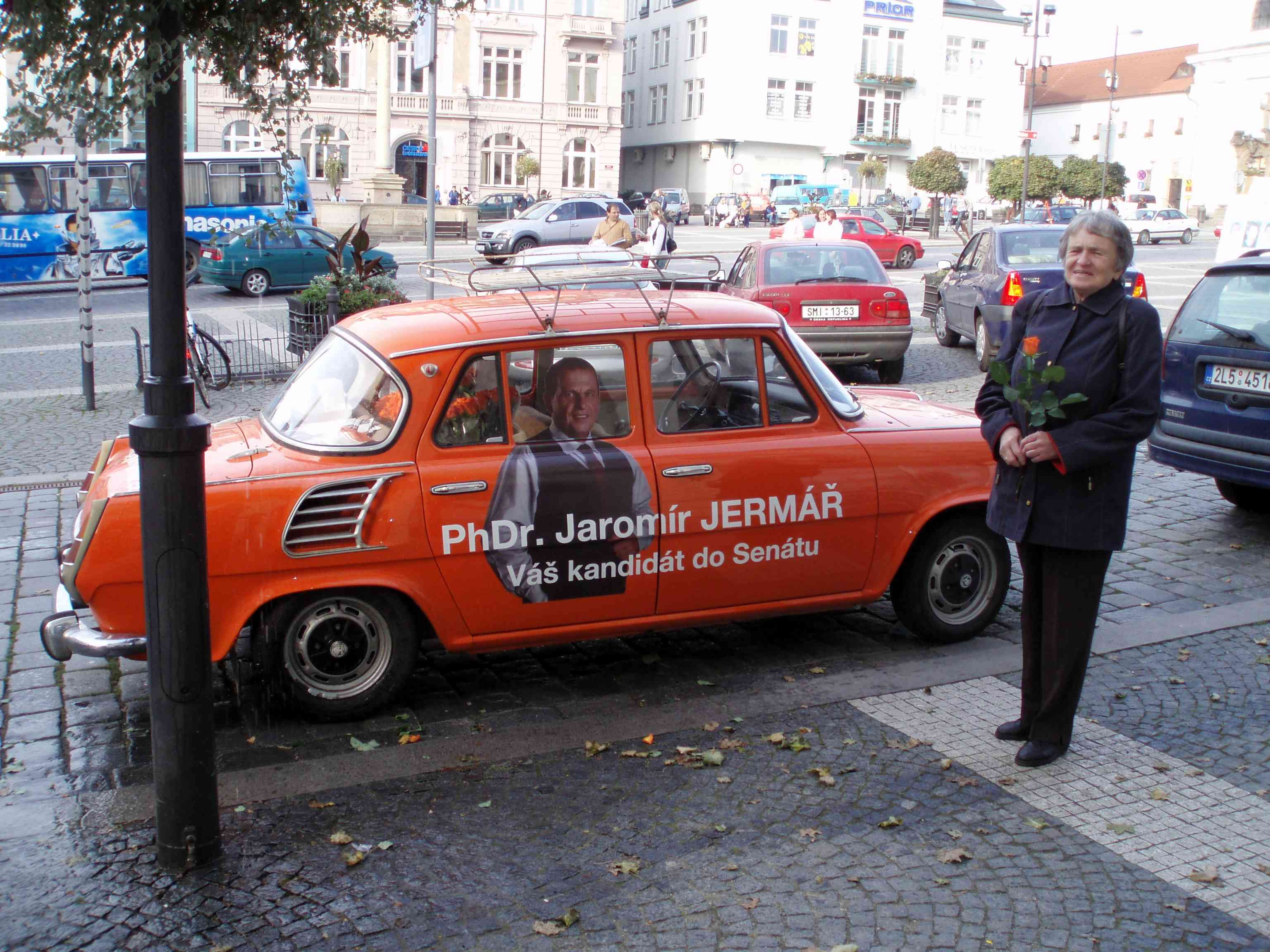
Wahlkampfauto von Jaromír Jermář bei einer Veranstaltung in Turnov

Jaromír Jermář (* 2. Oktober 1956 in Prag) ist ein tschechischer Historiker und Politiker. Seit dem 28. Oktober 2006 vertritt er die Česká strana sociálně demokratická (ČSSD) im tschechischen Senat.

## Leben
Jaromír Jermář studierte von 1975 bis 1980 an der Karls-Universität Prag, wo er 1983 zum PhDr. promovierte. Als Historiker und Ethnograf war er seit 1980 am Museum in Mladá Boleslav tätig.
Bei der Senatswahl am 20./21. Oktober 2006 kandidierte er erfolgreich als Senator für die Regionen Mladá Boleslav und Turnov. Er gehörte dem Senat bis 2018 an.